# Champion (Alberta)
Champion es un pueblo canadiense situado en la provincia de Alberta.

## Superficie
Champion tiene una superficie de 0,88 km².

## Demografía
En 2021, tenía 351 habitantes, una densidad poblacional de 400,7 hab./km², y 192 viviendas.